# Шарл Перо
Шарл Перо (на френски: Charles Perrault) е френски писател и фолклорист, автор на голям брой детски приказки, сред които Спящата красавица, Синята брада, Котаракът в чизми, Пепеляшка, Малечко Палечко, Червената шапчица, Магарешката кожа и други. Проучил и преработил в достъпен за деца вид редица устни народни приказки, Перо решава да ги събере в книга, от името на сина си Пиер Дарманкур, и я посвещава на личност от френския кралски двор. Книгата е публикувана за пръв път през 1697 г. под заглавие „Приказки за моята майка“ или „Истории и приказки от старото време с морални наставления“ и в нея първоначално влизат осем приказки, сред които „Червената шапчица“, „Котаракът в чизми“, „Палечко“ и „Пепеляшка“. В следващите издания Перо добавя още две приказки и една повест. Всичките му приказки завършват с нравоучителни стихове.
Шарл Перо е роден в буржоазно чиновническо семейство. Получава юридическо образование и постъпва на кралска служба. Неговият брат Клод Перо е известен за времето си архитект. С литература Шарл Перо започва да се занимава едва през 1683 г., когато е 55-годишен. През 1671 г. е избран за член на френската академия на науките.
През 1687 г. чете полемичната поема „Векът на Людовик Велики“ и чрез нея призовава писателите да отразяват в произведенията си съвременния живот и нрави, да черпят сюжет и образи от народното творчество и обкръжаващата действителност. Според Перо фолклорът с живия си и изразителен език, тънък хумор, богато идейно съдържание, може да се използва като източник за създаване на самобитна съвременна литература. Чрез собственото си творчество Шарл Перо допринася за приближаването на литературата към реалистичното изображение на действителността и ускорява създаването на литературата на Просвещението. Той е един от най-пламенните противници на класицизма и със своите естетически възгледи става носител на рационализма, на прогреса. Заявяването на тази негова позиция отключва един продължителен дебат, станал известен като „Кавга на древните и модерните“.
В устното народно творчество Шарл Перо открива разнородни сюжети и образи за създаване на нови художествени произведения.
Приказките на Шарл Перо не само нарушават традициите на класицизма, сковаващи развитието на литературата, но и критикуват от позицията на буржоазията аристократичните предразсъдъци. Играят възпитателна роля с нравствените идеи, вложени в тях, с простора на въображението; приказките оказват влияние върху развитието на европейската литература.

### Други произведения на Перо
- Poème de la peinture
- Parallèles des Anciens et des Modernes (1688)